# إدوارد إي. مور
إدوارد إي. مور (بالإنجليزية: Edward E. Moore)‏ هو محامي ومُحرِّر وسياسي أمريكي، ولد في 1865، وتوفي في 1940. حزبياً، نشط في الحزب الجمهوري. وقد انتخب عضو مجلس ولاية إنديانا.